# Деревенька (Вожегодский район)
Деревенька — деревня в Вожегодском районе Вологодской области на реке Муж. Административный центр Нижнеслободского сельского поселения и Нижнеслободского сельсовета.
Расстояние до районного центра Вожеги по автодороге — 49 км. Ближайшие населённые пункты — Якунинская, Черновская, Федюнинская, Холдынка, Окуловская.
По переписи 2002 года население — 226 человек (108 мужчин, 118 женщин). Всё население — русские.